# イベリア・アナーキスト連盟
イベリア・アナキスト連盟（スペイン語: Federación Anarquista Ibérica、FAI）は、 スペインにおけるアナキズム（アナルコ・サンディカリズム、無政府共産主義）の戦闘組織である。全国労働組合（Confederación Nacional del Trabajo（CNT）） 内の関連組織で活動する。両組織の密接な関係から、CNT-FAIと略されることも多い。FAIは、定期刊行物『大地と自由（Tierra y Libertad）』を発行している。
その名前にイベリアとあるのは、汎イベリア組織として、スペインとポルトガルにおけるアナキストの連携を目指すことを意味するからである。FAIの会合には、ポルトガル・アナキストユニオン（União Anarquista Portuguesa）やポルトガルの全国労働組合（Confederação Geral do Trabalho）のメンバーも参加する。例えば、1936年のCNTのサラゴサ会議には、それらの組織の出席があった。FAIは、現在でも活動中であり、国際アナキスト連盟と提携している（IAF/IFA）。

## 歴史
1926年、FAIはフランスのマルセイユで予備的な会合を行い、翌年バレンシアで創立した。CNTの官僚制を問題にして、アナキストであり続けるための運動を起こすことを目的とし、労働者階級の代表となるよりも、労働者と資本家を媒介する橋渡しとなって成長していったと考えられている。このことは、ミゲル・プリモ・デ・リベラの独裁体制がスペインで成立して労働運動を取締ったときに、とりわけ緊迫した問題となった。
1930年代初頭、FAIはCNT内の政治において不釣り合いなヘゲモニーを獲得し、それほどラディカルではない革命的サンディカリストのメンバーとの衝突を引き起こした。 スペイン第二共和制の初年、すなわち1931年から、ポッシビリズムの組合役員（共和制支持者「30」（Treinta）とそのフォロワー)は、CNTの事務局から解雇または追放され、1933年3月にCNT内に反FAIに立つ組合を結成するに至った。アンヘル・ペスターニャの指導する、最も穏健であった労働組合も最終的に追放され、1934年4月にサンディカリスト党を結成している。スペイン内戦まで、CNTの指導体制はFAIの安定した統制下にあった。内戦中、FAIのメンバーは、フランシスコ・フランコの軍隊に対抗する戦闘の最前線にあり、主に東軍 (Ejército del Este）に所属した。
フランコの死後、スペインが議会制民主主義に移行してからも、FAIは活動を続けた。組織はCNTとメンバーを共有しているが、FAIの構成員は秘密となっている。

## 参照
1. ↑  Antony Beevor (2006) [1982]. The Battle for Spain. Orion. ISBN 978-0-7538-2165-7
2. ↑  Roca Martínez, p.116

## 文献リスト
- Jason Garner, Goals and Means: Anarchism, Syndicalism and Internationalism in the Origins of the Federación Anarquista Ibérica, AK Press, 2016, 362pp, ISBN 978-1-84935-225-3
- Stuart Christie, We, the anarchists! A study of the Iberian Anarchist Federation (FAI) 1927-1937, ChristieBooks (distributed by Central Books), 128pp, ISBN 1-901172-06-6
- Beltrán Roca Martínez (2006). “Anarchism, anthropology and Andalucia: an analysis of the CNT and 'New Capitalism'” (PDF). Anarchist Studies (London: Lawrence & Wishart) 14 (2):  106–130. ISSN 0967-3393 2007年12月27日閲覧。.

### 映像資料
- Living Utopia ("Vivir la Utopia") by Juan Gamero, Arte-TVE, Catalunya 1997.Short description and link to view the film: